# ドラゴンズ・キス
『ドラゴンズ・キス』（Dragon's Kiss）は、アメリカ合衆国出身のギタリスト、マーティ・フリードマンが1988年に発表した、ソロ名義では初のスタジオ・アルバム。当時フリードマンはカコフォニーのメンバーとして活動しており、本作もカコフォニーの所属レーベルであるシュラプネル・レコーズから発売された。

## 背景
「サチュレイション・ポイント」と「ジュエル」では、フリードマンと共にカコフォニーで活動していたジェイソン・ベッカーがギター・ソロの一部を弾いた。また、クレジットでは明記されていないが、ベッカーは「イーヴィル・スリル」の録音にも参加したという。「ドラゴン・ミストレス」は、フリードマンが珍しくトレモロ・ユニットを使用した曲で、トレモロの必要な部分ではベッカーのギターを借りて演奏した。なお、本作と同時期にリリースされたベッカーのソロ・アルバム『パーペチュアル・バーン』では、フリードマンが共同プロデュース及び3曲のギター・ソロで参加しており、2人が共作した曲「ジュエル」に関しては、どちらのソロ・アルバムに収録するか揉めた末、フリードマンがコイントスで勝ち本作に収録された。
「サチュレイション・ポイント」の一部のパートは、ベッカーのガールフレンドがピアノで弾いていたルートヴィヒ・ヴァン・ベートーヴェン『月光』と、ギターのパワー・コードをミックスする形で録音された。

## 評価
アンディ・ハインズはオールミュージックにおいて5点満点中4.5点を付け「きめ細かさ、想像力、それに異国情緒の才覚が伴った、溢れるようなヘヴィメタルの感受性を打ち付け、フリードマンが現代メタル・ソロイストの中でも特徴的な存在であることを立証した」と評している。また、ジョージ吾妻は『BURRN!』誌1988年11月号のレビューにおいて100点満点中71点を付け、ギター・サウンドに関しては「ディストーションギターの音が一音色だけ」「アルバム一枚ではちょっとあきてしまう」と指摘する一方、作曲に関しては「東洋的な部分もかなり研究されていて、よくあるインド音階一辺倒ではない」と評している。
メガデスのデイヴ・ムステインは、マネージャーが持っていた本作のCDを聴き「ジャケットは他愛ないが演奏は感動的だ」と感じて、それがフリードマンのメガデス加入につながった。

## 収録曲
特記なき楽曲はマーティ・フリードマン作曲。
1. サチュレイション・ポイント "Saturation Point" (Marty Friedman, Jason Becker) – 4:53
2. ドラゴン・ミストレス "Dragon Mistress" – 3:41
3. イーヴィル・スリル "Evil Thrill" – 5:31
4. 涙（ティアーズ） "Namida (Tears)" – 2:47
5. アンヴィルズ "Anvils" – 2:38
6. ジュエル "Jewel" (M. Friedman, J. Becker) – 4:05
7. フォビッドゥン・シティ "Forbidden City" – 8:19
8. サンダー・マーチ "Thunder March" – 4:11

## 参加ミュージシャン
- マーティ・フリードマン - ギター、ベース
- ジェイソン・ベッカー - ギター(on #1, #3, #6)
- ディーン・カストロノヴォ - ドラムス